# Олимпиада-80 (серия мультфильмов)
«Олимпиада-80» — цикл советских короткометражных рисованных мультфильмов о том, как два клоуна — Фома и Ерёма — занимались различными видами спорта. Выпущены творческим объединением «Экран».

## Серии (в алфавитном порядке)
- Академическая гребля (1980)
- Акробатика (1981)
- Альпинизм (1981)
- Баскетбол (1980)
- Бокс (1980)
- Велоспорт (1980)
- Водное поло (1980)
- Волейбол (1980)
- Гандбол (1980)
- Гребля на каноэ (1980)
- Дзюдо (1980)
- Классическая борьба (1980)
- Конный спорт (выездка) (1980)
- Конный спорт (преодоление препятствий) (1980)
- Метание молота (1980)
- Парусный спорт (1980)
- Плавание (1980)
- Прыжки в воду (1980)
- Прыжки с трамплина (1981)
- Рекордный вес (1981)
- Санный спорт (1981)
- Скоростной бег на коньках (1981)
- Современное пятиборье (1980)
- Спортивная гимнастика (1980)
- Спортивная ходьба (1980)
- Стендовая стрельба (1980)
- Тройной прыжок (1980)
- Туризм (1981)
- Тяжёлая атлетика (1980)
- Фехтование (1980)
- Футбол (1980)
- Хоккей на траве (1980)
- Шахматы (1981)

## Создатели
- Авторы сценариев: Александр Курляндский, Михаил Липскеров, Григорий Остер, Аркадий Хайт, Эдуард Успенский, Ирина Марголина, А. Чацкий, Ярослав Харечко, Анатолий Тараскин, Давид Самойлов, А. Кауфман, Владимир Самсонов, Александр Семёнов, Борис Ларин
- Режиссёры: Борис Акулиничев, Юрий Бутырин, Дмитрий Бабиченко, Натан Лернер, Кирилл Малянтович, Константин Романенко, Вадим Меджибовский, Анатолий Резников, Владимир Самсонов, Раса Страутмане, Олег Чуркин
- Художники-постановщики: Вячеслав Назарук, Борис Акулиничев, Виталий Песков, Игорь Макаров, Борис Моисеев, Татьяна Абалакина, Светлана Гвиниашвили, Михаил Першин, Сергей Тюнин, Светлана Сичкарь
- Операторы: Юрий Кочергин, Владимир Милованов, Игорь Шкамарда, Эрнст Гаман
- Композиторы: Игорь Ефремов, Исаак Дунаевский, Георгий Гаранян, Владимир Хорощанский, Юрий Белов, Геннадий Подельский